# Synlige spektrum
Det synlige spektrum er den del af det elektromagnetiske spektrum, som det menneskelige øje er i stand til at opfatte. Denne del af det elektromagnetiske spektrum kaldes også for synligt lys.
Det synlige spektrum har bølgelængder gående fra 380 til 750 nm, hvilket inkluderer farverne gående fra violet over blå, gul og grøn til rød. Stråling med bølgelængder, der ligger lige under det synlige spektrum, kaldes ultraviolet lys, mens stråling med bølgelængder lige over spektret kaldes infrarødt lys.
Solens lys er mest intenst i midten af det synlige spektrum, hvorfor det menneskelige øje er optimalt indrettet til at udnytte solens stråler.
Forskellige dyrearters synlige spektrum kan variere; således er visse insekt- og fuglearter i stand til at opfatte lys i det ultraviolette område. 